# دانيال كاتس
دانيال كاتس (بالإنجليزية: Daniel Katz)‏ هو عالم بيئة أمريكي، ولد في 1962 في نيويورك في الولايات المتحدة.